# 徐光华
徐光华（1913年—2010年），中国人民解放军将领、中国人民解放军开国少将。
曾任中国人民解放军总参谋部三部六局政委。1955年，授予中国人民解放军少将。